# Termosfære
Termosfæren (græsk: thermē, dansk: ~ varme og sphaîra, dansk: ~ kugle) er et lag fra 80 km til 5-600 km højde i Jordens atmosfære. Pga. nedbremsning af kosmisk og solstråling ligger temperaturen på 1.700 °C, men da lufttrykket er ekstremt lavt, har det mindre betydning. Hubble-rumteleskopet, den Internationale Rumstation og tidligere rumfærgen, kredser om Jorden i termosfæren. Ionosfæren ligger i nederste halvdel af termosfæren. Ionosfæren reflekterer radiobølger fra Jorden. Det er fra dette lag i luften, at polarlys dannes.
I bunden af termosfæren ligger Kármán-linjen.